# 新俳句人連盟
新俳句人連盟（しんはいくじんれんめい）は、日本の俳句団体。戦前に弾圧を受けた新興俳句運動、プロレタリア俳句運動に関わった俳人が中心となり、1946年5月に設立。

## 概要
設立時の幹事長は栗林一石路、のち委員長制となり石橋辰之助が就任。戦時中の翼賛組織日本文学報国会俳句部会の俳壇支配に対し、民主的俳句運動を推進することを意図して組織された。活動目的として、俳句本質の究明、現代俳句の確立、封建的結社制度と意識の排除などを掲げた。同年11月より機関誌『俳句人』創刊。しかし翌年、政治と文学の問題をめぐり連盟内で対立が起こり、秋元不死男、西東三鬼、富澤赤黄男、平畑静塔などの有力俳人が脱退し、後に現代俳句協会を設立。以後は一石路、赤城さかえ、橋本夢道、古沢太穂、横山林二、見學玄、佐藤雀仙人らが政治性・社会性を鮮明にした活動を展開し、一石路の死後は古沢太穂が長きに渡り牽引した。会員は2008年に1000人に到達。地方支部は35を数える。また1972年より新俳句人連盟賞、評論賞（会員、非会員問わず応募可能）を公募、主催している。

## 歴代幹事長・委員長・会長
1. 栗林一石路（1946年就任・幹事長）
2. 石橋辰之助（1948年就任・委員長）
3. 栗林一石路（1949年就任・委員長）
4. 石原沙人（1952年就任・委員長）
5. 栗林一石路（1953年就任・委員長）
6. 古沢太穂（1955年就任・委員長、1976年より会長）
7. 石塚真樹（1986年就任・会長）
8. 谷山花猿（1998年就任・会長）
9. 敷地あきら（2000年就任・会長）
10. 飯田史朗（2016年就任・会長）

※設立当初は幹事長制、1948年から委員長制、1976年からは会長制）

## 連盟事務所
〒114-0022　東京都北区王子本町1-28-14　電話・FAX　03-3909-1189

## 賞

### 新俳句人連盟賞
- 第1回（1973年）- 森下草城子「紙の船」
- 第2回（1974年）- 野ざらし延男「吐血の水溜り」、松本円平「一打黄葉」
- 第3回（1975年）- 該当者なし
- 第4回（1976年）- 二見杏路「藁」
- 第5回（1977年）- 望月たけし「二月の星座」、渡辺知秋「山谷雑唱」
- 第6回（1978年）- 板垣好樹「はらからの花」、えつぐ・まもる「波止場・夏」
- 第7回（1979年）- 谷山花猿「昭和末代」
- 第8回（1980年）- 吉武夏江「冬から秋」
- 第9回（1981年）- 松田ひろむ「埠頭」
- 第10回（1982年）- 石川貞夫「雑唱」
- 第11回（1983年）- 田中千恵子「抱擁」
- 第12回（1984年）- 坪田和夫「薔薇くちびる」
- 第13回（1985年）- 該当者なし
- 第14回（1986年）- 佐藤凍虹「八月の枕」、鈴木節子「夏ひとで」
- 第15回（1987年）- 畑晩菁「非核都市」
- 第16回（1988年）- 該当者なし
- 第17回（1989年）- 粥川青猿「方形の原野」
- 第18回（1990年）- 吉田海「声のなか」
- 第19回（1991年）- 該当者なし
- 第20回（1992年）- 森洋「定時の十指」
- 第21回（1993年）- 該当者なし
- 第22回（1994年）- 工藤博司「東北」、中村重義「さむい夏」
- 第23回（1995年）- 成清正之「崩壊」、鈴木映「舞鶴湾」
- 第24回（1996年）- 丸山美沙夫「沖縄の拳」
- 第25回（1997年）- 該当者なし
- 第26回（1998年）- 須田紅楓「清掃工場から」
- 第27回（1999年）- 該当者なし
- 第28回（2000年）- 岡崎万寿「青い閃光」
- 第29回（2001年）- 該当者なし
- 第30回（2002年）- 飯田史朗「アフガン今」、吉平たもつ「男ゆび」
- 第31回（2003年）- 佐藤秀子「出発」、田島一彦「一揆谷」
- 第32回（2004年）- 該当者なし
- 第33回（2005年）- 該当者なし
- 第34回（2006年）- 後藤蕪村「戦傷」
- 第35回（2007年）- 該当者なし
- 第36回（2008年）- 市川花風「十二月八日」、伊東健二「唇の微熱」
- 第37回（2009年）- かわにし雄策「暖流の幅」
- 第38回（2010年）- 権藤義隆「罌粟坊主」、渡辺をさむ「非戦」、南卓志「麦青む」
- 第39回（2011年）- 万葉太郎「壊滅地帯」、谷川彰啓「日出生台」
- 第40回（2012年）- 該当者なし
- 第41回（2013年）- 該当者なし
- 第42回（2014年）- 三井淳一「泌尿器」
- 第43回（2015年）- 該当者なし
- 第44回（2016年）- 該当者なし

### 新俳句人連盟賞評論賞
- 第1回（1973年）- 第3回（1975年） 該当者なし
- 第4回（1976年）- 吉武夏江「橋本夢道の俳句とリアリズム」 ※努力賞
- 第5回（1977年）- 第6回（1978年） 該当者なし
- 第7回（1979年）- 板垣好樹「民衆詩としての序説」 小林道夫「言葉のあれこれ」 ※ともに佳作
- 第8回（1980年）- 小林道夫「不確実性時代の言葉 －兜太、完市について－」 ※佳作
- 第9回（1981年）- 板垣好樹「赤城さかえの一石路批判」 ※佳作
- 第10回（1982年）- 竹本義人「朝顔の鎖」 ※選外佳作
- 第11回（1983年）- 鶴巻ちしろ「人間存在への旅立ち」 ※佳作
- 第15回（1987年）- 鶴巻ちしろ「正岡子規における『近代』」、田中千恵子「緋おどし俳人の経歴書」
- 第16回（1988年）- 第18回（1990年） 該当者なし
- 第19回（1991年）- 細井啓司「『戦争が』の句とそのリアリズム」
- 第20回（1992年）- 野原輝一「プロレタリア俳句とその周辺」
- 第21回（1988年）- 第40回（2012年） 該当者なし
- 第41回（2013年）- 平敷武蕪「のざらし延男序論 －現代俳句の新しい地平－」
- 第42回（2014年）- 第44回（2016年） 該当者なし